# Лишняги
Лишняги — деревня в городском округе Серебряные Пруды Московской области.

## География
Находится в южной части Московской области на расстоянии приблизительно 13 км на запад-юго-запад по прямой от окружного центра поселка Серебряные Пруды.

## История
Известна с 1572 года как деревня Лешняго с 18 дворами. В XVIII века принадлежала одновременно нескольким владельцам. В 1816 году учтено 39 дворов и 2 господских дома, в 1858 — 40 дворов, в 1916 — 81, в 1974 — 52, в 1999 — 21 двор и 29 дач. В советское время работали колхозы «Красная заря», «КИМ», им. Чапаева. В период 2006—2015 годов входила в состав сельского поселения Мочильское Серебряно-Прудского района.

## Население
Постоянное население составляло 144 человека (1763 год), 293 (1795), 336 (1816), 502 (1858), 552 (1916), 166 (1974), 71 в 2002 году (русские 97 %), 33 в 2010.